# Шамсутдинов, Гали Нуруллович
Гали Нуруллович Шамсутди́нов (22 мая 1915, с.Кутлушкино, ныне Чистопольский район, Татарстан — 22 июля 1944, у хутора Гамулец, ныне не существует (по другим данным — с. Гомулец), Пустомытовский район Львовской области, Украина, похоронен в с. Воля-Гомулецкая Львовской городской общины Львовского района Львовской области (по другим, неточным, данным — с. Пшецья Вулька, Пустомытовский район Львовской области)) — гвардии лейтенант Красной армии, участник Великой Отечественной войны, Герой Советского Союза (1944, посмертно). Командир танковой роты 56-й гвардейской танковой бригады, 7-й гвардейский танковый корпус, 3-я гвардейская танковая армия, 1-й Украинский фронт.

## Биография
Родился 22 мая 1915 года в селе Кутлушкино, Чистопольского уезда Казанской губернии (ныне — Чистопольского района Татарстана) в семье крестьянина. Татарин. Член ВКП(б) с 1943 года. Окончил Чистопольское педагогическое училище, Казанский сельскохозяйственный институт. По направлению работал директором Салаушской сельской школы в Агрызском районе.
В 1939 году призван в Красную армию Красноборским райвоенкоматом. Окончил Ульяновское танковое училище в 1941 году. С июня 1941 года на фронтах Великой Отечественной войны, мобилизован Агрызским районным военкоматом. Сражался на Западном, Юго-Западном, Центральном, Воронежском и 1-м Украинском фронтах. Четырежды ранен.
С июля 1943 года служил в 56-й гвардейской танковой бригаде, участвовал в:
- Орловской стратегической наступательной операции «Кутузов» — завершающем этапе Курского сражения;
- Сумско-Прилукской наступательной операции и форсировании Днепра (дважды — на Букринском и Лютежском плацдармах);
- Киевской стратегической наступательной операции и освобождении Киева, участвовали в атаке с зажжёнными фарами в ночь с 5 на 6 ноября 1943 года. Танк Шамсутдинова, ворвавшись в полосу немецких укреплений, подавил несколько орудий и пулемётов, истребил много живой силы врага. За эти боевые подвиги Гали Нуруллович был удостоен ордена Красной Звезды, в представлении Шамсутдинова к награде командир танкового батальона гвардии капитан Рыбаков написал: «Гвардии лейтенант Шамсутдинов при форсировании Днепра и взятии Киева проявил себя мужественным и волевым командиром, личным примером способствовал достижению успеха»[4];
- Киевской оборонительной операции;
- Житомирско-Бердичевской и Проскуровско-Черновицкой стратегической наступательных операциях;
- Львовско-Сандомирской стратегической наступательной операции; работавший тогда в армейской газете известный поэт А. Безыменский посвятил герою стихотворение «Шамсутдинову слава!».

В июле 1944 с ротой перерезал железную дорогу в районе станции Куткож (ныне Золочевский район Львовской области). Погиб 22 июля 1944 года у хутора Гамулец (Пустомытовский район Львовской области), похоронен в селе Воля-Гомулецкая Львовской городской общины Львовского района Львовской области.

## Награды
Указом Президиума Верховного Совета СССР от 23 сентября 1944 года за умелое командование подразделением, мужество и героизм, проявленные в Львовско-Сандомирской операции Шамсутдинову Гали Нурулловичу посмертно присвоено звание Героя Советского Союза с вручением ордена Ленина и медали «Золотая Звезда».

## Память
В городе Чистополь установлена стена, его именем названа улица.